# SpVgg Trossingen
Die Spielvereinigung 06 Trossingen e. V. ist ein deutscher Sportverein mit Sitz in der baden-württembergischen Kleinstadt Trossingen im Landkreis Tuttlingen.

## Geschichte
In der ersten Landesliga-Saison nach dem Zweiten Weltkrieg qualifizierte sich die Mannschaft als Meister der Liga als Aufsteiger für die Oberliga Südwest. Dort wurde der Verein zur Saison 1947/48 in die Gruppe Süd eingegliedert und stieg als vorletzter mit 10:34 Punkten jedoch sofort wieder ab. Zurück in der Landesliga, stieg die Mannschaft als dritter der Gruppe Nord am Ende der Saison 1948/49 erneut in die Oberliga auf. Die Saison 1949/50 konnte dann auf dem 15. Platz beendet werden. Aufgrund der Verringerung der Teilnehmer zur nächsten Saison, konnte jedoch sowieso nur wenige Vereine die Klasse halten.
Ab der Saison 1950/51 spielte die Mannschaft somit in der 1. Amateurliga Württemberg. Die erste Saison endete dabei auf dem 12. Platz. Nach der Saison 1951/52 stieg die Mannschaft als Tabellenletzter in die 2. Amateurliga ab. In der Saison 1954/55 stand der Verein im Finale um den WFV-Pokal, das gegen den Stuttgarter SC in Tübingen mit 0:5 verloren wurden. Zudem gab es ein Spiel gegen den 1. FC Kaiserslautern, zu dessen Kader auch Fritz Walter gehörte; das Spiel gewann Kaiserslautern mit 11:1 vor 1000 Zuschauern.
Zur Saison 1963/64 glückte dann noch einmal der Aufstieg in die 1. Amateurliga Schwarzwald-Bodensee, aus der man aber bereits nach einer Saison wieder abstieg. Nach der Saison 1975/76 ging es dann sogar hinunter bis in die B-Klasse. In den folgenden Jahrzehnten spielte der Klub auf lokaler Ebene, 2001 gelang der Aufstieg in die Landesliga Württemberg, ein Jahr später stieg man wieder in die Bezirksliga Schwarzwald (WFV) ab. Nach 18 Jahren in der Bezirksliga gelang 2020 erneut der Aufstieg in die Landesliga, in der man sich bis 2023 halten konnte.